# محوطه باستانی شهرک فیروزه
محوطه باستانی شهرک فیروزه مربوط به هزاره اول و دوم پیش از میلاد است و در شهرستان نیشابور، شهر نیشابور واقع شده و این اثر در تاریخ ۱۳ بهمن ۱۳۸۸ با شمارهٔ ثبت ۲۹۲۸۱ به‌عنوان یکی از آثار ملی ایران به ثبت رسیده است.